# حزب میانه‌رو (سوئد)
حزب میانه‌رو (به سوئدی: Moderata samlingspartiet) حزبی لیبرال محافظه‌کار در سوئد است که در سال ۱۹۰۴ تأسیس شده.
این حزب، به عنوان حزب اصلی ائتلاف حاکم از سال ۲۰۰۶ تا ۲۰۱۴ دولت سوئد را در اختیار داشت. این دولت از ائتلاف حزب میانه‌رو و احزاب مرکز، لیبرال و دموکرات مسیحی تشکیل شده بود. در این مدت فردریک راین‌فلت رئیس حزب میانه‌رو و نخست‌وزیر سوئد بود. رهبر کنونی این حزب اولف کریسترسون است که از سال ۲۰۱۷ در این مقام قرار گرفته.
حزب میانه‌رو در انتخابات عمومی سال ۲۰۱۸ سوئد موفق به کسب ١٬۲۸۴٬۶۹۸ رای (۱۹٫۸۴٪ کل آرا) و ۷۰ کرسی در ریکسداگ شد. همچنین ۴ کرسی از ۲۱ کرسی سوئد در پارلمان اروپا در اختیار این حزب قرار دارد.
سازمان جوانان حزب اتحادیه جوانان میانه‌رو (به سوئدی: Moderata ungdomsförbundet) نام دارد.